# Яльчикский
Яльчикский (мар. Яльчик) — посёлок в Волжском районе Республики Марий Эл (Россия), в составе Обшиярского сельского поселения.

## География
Находится в 5 километрах по автодорогам к востоку от центра поселения — деревни Полевая; до Волжска — 19 км по автодороге А295 на юг.
Около поселка находится уникальное озеро Яльчик. По данным И. С. Галкина и О. П. Воронцовой, название озера в переводе с чувашского означает «озеро у деревушки».

## История
Посёлок при станции 26-й км образовался во второй половине 1920-х годов, когда в республике развивалась промышленность и строилась железная дорога Йошкар-Ола — Зелёный Дол. В посёлке построили лесопильный завод и несколько других предприятий. Работали хлебопекарня, столовая, больница. В 1940 году посёлок входил в состав Кукшенерского сельсовета Сотнурского района, его население составляло 389 человек. В 1952 году он входил в состав колхоза «Новая жизнь».
В 1973 году населенному пункту 26-й км Горьковской железной дороги присвоено название посёлок Яльчикский. В то время в населении преобладали русские.

## Население
| 2002 | 2010 |
| ---- | ---- |
| 25   | ↗30  |

В 2002 году по данным текущего учёта в посёлке проживал 31 человек (10 мужчин, 12 женщин, 9 детей) в 9 хозяйствах, согласно переписи — 25 человек (русские и марийцы — по 36 %). По переписи 2010 года — 30 человек (15 мужчин, 15 женщин).